# Dennis Sharp
Dennis Sharp (* 30. November 1933 in Bedford; † 6. Mai 2010 in Epping) war ein britischer Architekt, Architekturprofessor, Kurator, Autor und Herausgeber.

## Leben
Dennis Sharp studierte an der Bedford Modern School (1945–1951), an der Luton School of Art (1951–1954) und 1954 bis 1957 an der AA School of Architecture in London. 1960 bis 1963 war er wissenschaftlicher Assistent an der Universität Liverpool.
Seit 1962 war er als Korrespondent der Architektur- und Designzeitschrift Architectural Design (1962–1970) sowie Architecture North West tätig. In den Jahren 1967 bis 1983 engagierte er sich als Herausgeber der monatlichen Zeitschrift und sonstigen Veröffentlichungen der Londoner AA. Seit 1988 war er der verantwortliche Herausgeber der World Architecture: Journal of the international Academy of Architecture der International Academy of Architecture in Sofia, Bulgarien, sowie der Zeitschrift International Architecture and Construction. Seit 2000 war er zudem Korrespondent der von Bruno Zevi gegründeten Zeitung L’Architettura, Rom und London.
Dennis Sharp war 1968 bis 1982 Professor an der AA School of Architecture in London, von 1968 bis 1972 als Inhaber des Lehrstuhls für Architektur- und Designgeschichte. Er arbeitete als Gastprofessor an vielen Hochschulen: University of Liverpool (1959–1968), University of Manchester (1959–1968), Columbia University in New York (1980), University of Adelaide (1984), Royal University of Malta (1968–1970), Helsinki University of Technology (Otaniemi) in Finnland (1998), University of Nottingham (1996–1999) sowie  University College London, Royal College of Art, North London Poly, Oxford, Cambridge und University of Sheffield. 1991 wurde er Professor an der International Academy of Architecture in Sofia. 1984 nahm er an dem internationalen Architektur-Symposium Mensch und Raum (eng. Men and Space) an der TU Wien teil.
1977 wurde Dennis Sharp Direktor des Internationalen Komitees der Architekturkritiker (CICA). Von 1991 bis 1993 amtierte er als Vize-Präsident des Royal Institute of British Architects (RIBA) sowie von 1990 bis 1999 des britischen National Council. 1992 war er Mitbegründer des RIBA Architecture Center und dessen Präsident von 1996 bis 1999. Seit 1999 war er der britische Regionalvertreter des DOCOMOMO. Darüber hinaus war er einer der Juroren des Aga Khan Award for Architecture seit Gründung 1994.
Sharp hat eine große Anzahl von Büchern über Architektur und alle zeitgenössischen wichtigen Architekten veröffentlicht, die in viele Sprachen übersetzt wurden.